# Johan Renck
Bo Johan Renck, noto anche con lo pseudonimo di Stakka Bo (Uppsala, 5 dicembre 1966), è un regista, musicista e fotografo svedese, che lavora in vari campi; cinema, televisione, pubblicità e videoclip musicali.

## Biografia
Inizia la sua carriera nel 1992 quando si unisce alla compagnia di produzione cinematografica e televisiva Mekano di Stoccolma, successivamente con l'amico Jonas Åkerlund fonda una società di produzione chiamata Renck Åkerlund Films (R.A.F.). Sempre negli anni novanta intraprende la carriera musicale con il nome d'arte Stakka Bo, raggiungendo le vette delle classifiche musicali con i singoli Here We Go e Great Blondino.
Verso la fine degli anni novanta inizia l'attività di regista, dirigendo numerosi video musicali per artisti quali New Order, Madonna, Kylie Minogue, Robbie Williams, Bat for Lashes e molti altri. Ha diretto inoltre molte pubblicità per noti marchi, come Audi, IKEA, Nike, Citroën, H&M, Armani e molti altri. Come fotografo ha collaborato per riviste come Vogue Italia e marchi come Diesel, solo per citarne alcuni.
Come regista televisivo ha diretto alcuni episodi delle serie televisive Breaking Bad, Vikings e The Walking Dead ma è nel 2019, con la regia di tutti gli episodi della miniserie HBO-SKY Chernobyl, che ottiene la maggiore notorietà. Nel 2008 aveva esordito anche alla regia cinematografica con il suo primo lungometraggio, Downloading Nancy. Il film, interpretato da Maria Bello, Jason Patric, Rufus Sewell e Amy Brenneman, è stato presentato al Sundance Film Festival 2008 nella sezione U.S. Dramatic.

## Discografia
- 1993 – Supermarket
- 1995 – The Great Blondino
- 2001 – Jr.

## Filmografia

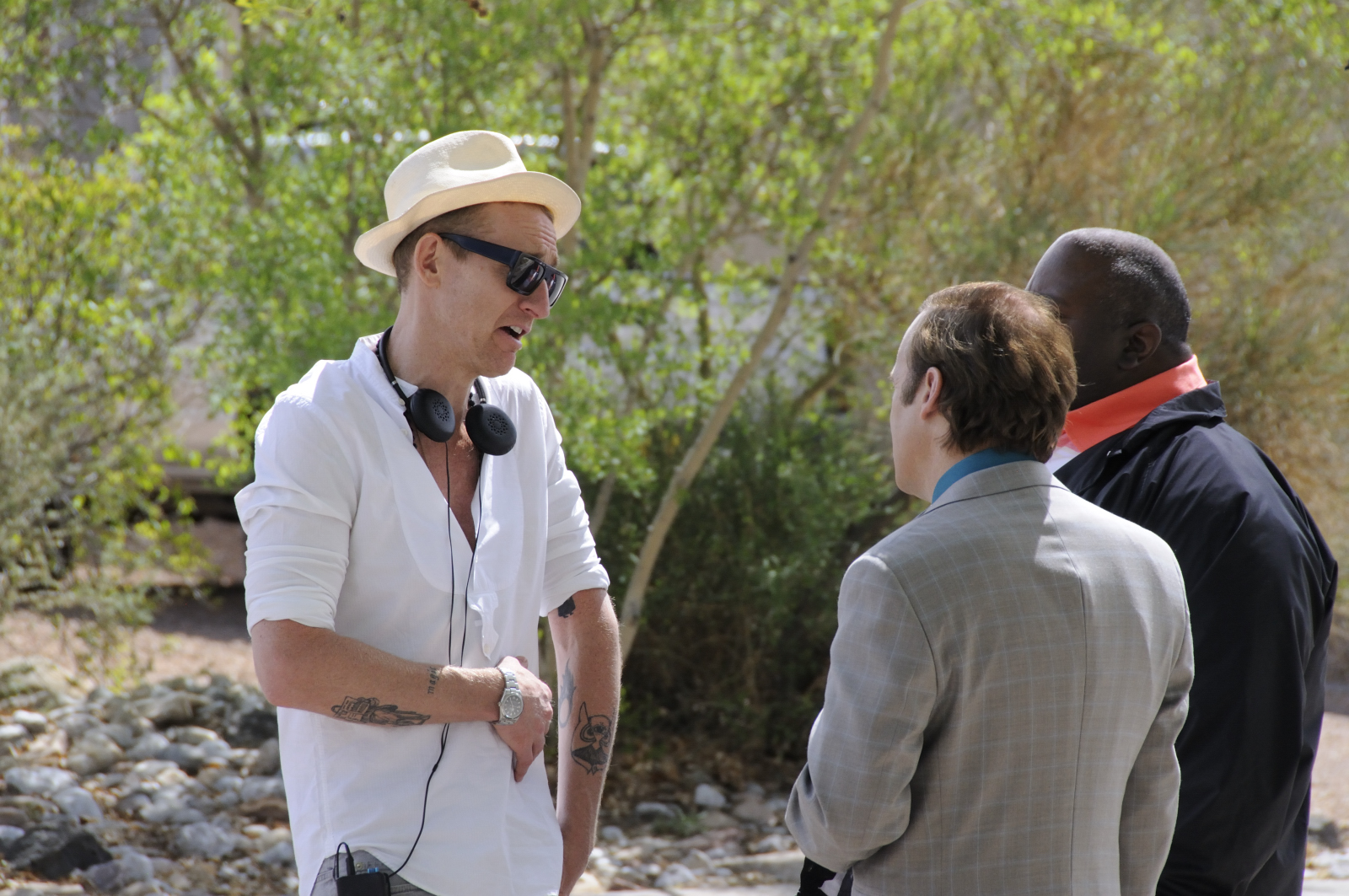
Johan Renck insieme agli attori Bob Odenkirk e Lavell Crawford sul set di Breaking Bad nel 2011.

### Cinema
- Downloading Nancy (2008)
- Spaceman (2024)

### Televisione
- Breaking Bad – serie TV, episodi 2x05, 3x05, 4x08 (2009-2011)
- The Walking Dead – serie TV, episodio 1x04 (2010)
- Vikings - serie TV, episodi 1x01-1x02-1x03 (2013)
- The Last Panthers – serie TV, 6 episodi (2015)
- Chernobyl - serie TV (2019)

### Videoclip musicali
- Bat for Lashes – Daniel
- Bergman Rock – Jim
- Chris Cornell – Can't Change Me
- Fever Ray – Seven
- Kylie Minogue – Love at First Sight
- Libertines – What Became Of The Likely Lads
- Madonna – Hung Up
- Madonna – Nothing Really Matters
- New Order – Krafty
- New Order – Crystal
- Revl9n – Someone Like You
- Robbie Williams – She's Madonna
- Robbie Williams – Tripping
- Robyn – Handle Me
- Suede – She's in Fashion
- The Concretes – Seems Fine
- The Knife – Pass This On
- The Streets – Dry Your Eyes
- Lana Del Rey – Blue Velvet
- David Bowie – Blackstar
- David Bowie – Lazarus